# Dragon Data

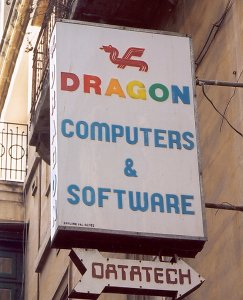
Dragon-Data-Logo auf einem Schild auf Malta

Dragon Data Ltd. war ein walisisches Unternehmen, das Heimcomputer auf Basis des Motorola MC6809E Mikroprozessors, dem SN74LS783/MC6883 Synchronous Address Multiplexer (SAM) und dem MC6847 Video Display Generator (VDG) herstellte. Die I/O-Schnittstelle wurde mit einem MC6821 Peripheral Interface Adaptor (PIA) realisiert.
Die produzierten Computer Dragon 32 und 64 ähneln in der Grundkonstruktion sehr stark dem Tandy TRS-80 („CoCo“). Der Standard BASIC-Interpreter (Microsoft BASIC) ist 16K groß und wurde von der Firma Microsoft geliefert.
Die Firmengeschichte von Dragon Data war relativ kurz und fand zwischen den Jahren 1982 und 1984 statt. Die Firma entstand ursprünglich aus der Spielzeugfirma Mettoy (Mettoy Playcraft Ltd.). Direkt zu Beginn des Verkaufs des Rechners waren die Verkaufszahlen sehr hoch und es sah so aus, als ob Dragon Data eine erfolgreiche Zukunft hätte. Auf dem Höhepunkt der Geschäftsentwicklung begann Dragon Data Verhandlungen mit der Firma Tano, um damit in den US-amerikanischen Markt einsteigen zu können. Mettoy hatte daraufhin aber wirtschaftliche Probleme, sodass Dragon Data vom Mutterkonzern getrennt wurde. Durch technische Probleme in der Produktion der Rechner, die teilweise nicht mehr den Marktstandards anderer Homecomputer der Zeit entsprachen, verlor die Firma an Marktanteilen.
Um dieser Entwicklung entgegenzuwirken, entwickelte Dragon Data neue Rechnermodelle (Dragon Alpha und Beta), die aber über den Prototyp nicht hinaus kamen. Danach wurde Dragon Data im Jahre 1984 an das spanische Startup-Unternehmen Eurohard S.A. verkauft, das jedoch ebenfalls ein paar Jahre später aufgab.